# (1798) Watts
(1798) Watts est un astéroïde de la ceinture principale, découvert à l'observatoire Goethe Link près de Brooklyn, dans l'Indiana. Il est nommé en l'honneur de Chester Burleigh Watts, qui a travaillé à l'Observatoire naval des États-Unis.